# I limoni d'inverno
I limoni d'inverno è un film del 2023 diretto da Caterina Carone.

## Trama
Pietro Lorenzi (Christian De Sica) è un professore di letteratura italiana in pensione, che vive nell’attico di uno storico palazzo romano, intento a scrivere il libro Quattro donne di talento che nella vita sono state sottovalutate - Zelda Fitzgerald, Hedy Lamarr, Alice Guy, Tina Modotti e Hilma af Klint.
Tuttavia fa errori, e non riesce a concluderlo. Nel palazzo di fronte, sull'articolo, si trasferiscono Eleonora e Luca, due artisti, lei pittrice e lui fotografo, che però hanno difficoltà a trovare l'ispirazione per un grave problema del loro passato.
Quando Luca parte per una mostra personale a New York, Eleonora inizia a conoscere Pietro, e a instaurare un'amicizia intima con lui, nelle chiacchierate in cui Pietro si prende cura delle sue piante. Sul più bello del loro rapporto però, Pietro scopre di avere la malattia di Alzheimer, e deve abbandonare la casa, per farsi accudire dal fratello.

## Promozione
Il film è stato presentato in anteprima alla Festa del Cinema di Roma 2023 il 28 ottobre 2023.

## Distribuzione
Il film è stato distribuito nelle sale cinematografiche italiane a partire dal 30 novembre 2023.